# خوسیمار آلکوسر
خوسیمار آلکوسر (انگلیسی: Josimar Alcócer؛ زادهٔ ۷ ژوئیهٔ ۲۰۰۴) بازیکن فوتبال اهل کاستاریکا است که در حال حاضر برای باشگاه فوتبال وسترلو در پست مهاجم بازی می‌کند. 
وی همچنین در تیم‌های ملی فوتبال زیر ۲۰ سال و بزرگسالان کاستاریکا بازی کرده است.